# غرانت جوندريزيك
غرانت جوندريزيك (بالإنجليزية: Grant Gondrezick)‏ مواليد 19 يناير 1963 في بولدر، هو لاعب كرة سلة أمريكي معتزل. بدأ مسيرته الاحترافية في سنة 1986. تم اختياره من قبل فريق فينيكس صنز خلال الدرافت. حمل الرقم 3. بلغ طوله 6 قدم 5 بوصة (2.0 م). اعتزل اللعب في 1998.

## المسيرة الاحترافية
لعب مع فينيكس صنز في موسم 1986–1987، ثم لعب مع نادي كاين كلفادوس لكرة السلة في موسم 1987–1988، ثم لعب مع لوس أنجلوس كليبرز في موسم 1988–1989، ثم لعب مع نادي فيرارا لكرة السلة في الدوري الإيطالي في موسم 1993–1994.

## روابط خارجية
- غرانت جوندريزيك على موقع إن بي أي (الإنجليزية)
- غرانت جوندريزيك على موقع سبورتس رفرنس (الإنجليزية)
- غرانت جوندريزيك على موقع الدوري الإسباني لكرة السلة (الإسبانية)
- غرانت جوندريزيك على موقع كرة السلة الأوروبية.كوم (الإنجليزية)
- غرانت جوندريزيك على موقع كلية كرة السلة في سبورتس رفرنس.كوم (الإنجليزية)
- غرانت جوندريزيك على موقع ريلجم (الإنجليزية)
- غرانت جوندريزيك على موقع بروبوليرز (الإنجليزية)
- غرانت جوندريزيك على موقع سبورتس رفرنس (الإنجليزية)